# El Harmilia
El Harmilia (em árabe: الحرملية) é uma comuna localizada na província de Oum El Bouaghi, Argélia. Segundo o censo de 2008, a população total da cidade era de 8 036 habitantes.